# 斑豹鰨
斑豹鰨為輻鰭魚綱鰈形目鰨亞目鰨科的其中一種，為熱帶海水魚，分布於西印度洋阿拉伯海及阿曼灣海域，棲息深度6-47公尺，體長可達22公分，棲息在底層水域，生活習性不明。

## 扩展阅读
維基物種上的相關：斑豹鰨